# Xylosma prockia
Xylosma prockia là một loài thực vật có hoa trong họ Liễu. Loài này được (Turcz.) Turcz. miêu tả khoa học đầu tiên năm 1863.